# توني فولتون (سياسي)
توني فولتون (بالإنجليزية: Tony Fulton)‏ هو سياسي أمريكي، ولد في 9 ديسمبر 1951 في بالتيمور في الولايات المتحدة، وتوفي بنفس المكان في 20 مايو 2005. حزبياً، نشط في الحزب الديمقراطي. وقد انتخب عضو مجلس النواب لولاية ماريلند.